# Hydropsyche incognita
Hydropsyche incognita är en nattsländeart som beskrevs av Pitsch 1993. Hydropsyche incognita ingår i släktet Hydropsyche och familjen ryssjenattsländor. Inga underarter finns listade i Catalogue of Life.

## Bildgalleri

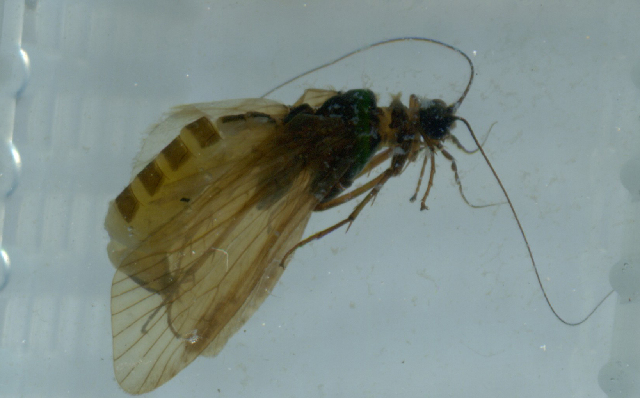